# Каруас (провинция)
Каруас (исп. Provincia de Carhuás , кечуа Qarwa pruwinsya) — одна из 20 провинций перуанского региона Анкаш. Площадь составляет 804 км². Население по данным на 2005 год — 43 902 человека. Плотность населения — 54,6 чел/км². Столица — одноимённый город, расположен в 434 км от Лимы.

## География и климат
Расположена в центральной части региона. Граничит с провинциями: Уарас (на юге), Юнгай (на севере), Асунсьон (на северо-востоке), Уари (на востоке).

## Административное деление
В административном отношении делится на 11 районов:
- Каруас
- Акопампа
- Амашка
- Анта
- Атакеро
- Маркара
- Париауанка
- Сан-Мигель-де-Ако
- Шилья
- Тинко
- Юнгар